# John Cena
John Felix Anthony Cena (n. 23 aprilie 1977, West Newbury⁠(d), Massachusetts, SUA) este un wrestler, rapper și actor american. În prezent este angajat al World Wrestling Entertainment (WWE), fiind wrestler part-time la momentul actual. Totuși, și-a anunțat retragerea din cariera de wrestler profesionist, care va avea loc în 2025.
În WWE, Cena a câștigat 20 campionate în total, inclusiv 17 titluri mondiale (având în palmares câștigate Centuri WWE un record de 14 ori, precum și Campion Mondial la Categoria Grea de cincisprezece ori). În plus, Cena a câștigat, de asemenea, centura Statelor Unite ale Americii WWE Championship de patru ori, și este de patru ori campion la echipe, a deținut World Team Tag Campionatul de două ori (o dată cu Shawn Michaels și o dată cu Batista ), și WWE Echipa Campionatul Tag de două ori (o dată cu David Otunga și o dată cu Miz ). Cena a câștigat, de asemenea, meciul Royal Rumble din 2008 și este un Superstar care a câștigat de două ori Premiul Slammy câștigat în (2009, 2010 și 2012). El are, de asemenea, cel mai mare număr de manevre combinate ca WWE Champion ridicându-i în spate pe Bob Backlund, Hulk Hogan și Bruno Sammartino.
Cena a început cariera profesională în 2000 wrestling, lupte pentru Ultimate Pro Wrestling, unde a avut loc Campionatul Heavyweight apă ultrapură. În 2001, Cena a semnat un contract cu Wrestling World Federation (WWF) și a fost trimis la Ohio Valley Wrestling (OVW) unde a ocupat OVW Campionatul grea și OVW de Sud Echipa Campionatul Tag (cu Rico Constantino).
În afara ringului de wrestling, Cena a lansat albumul de muzică rap You Can't See Me, care a debutat în clasamentul american Billboard 200 pe poziția 15, dar a jucat și în filmele The Marine (2006) și 12 Rounds (2009). De asemenea, a avut și câteva apariții în emisiuni televizate, incluzând aici Manhunt, Deal or No Deal, MADtv, Saturday Night Live și Punk'd. Cena a fost și concurent al Fast Cars and Superstars: The Gillette Young Guns Celebrity Race, unde a ajuns în runda finală înainte să fie eliminat, plasându-se al treilea.

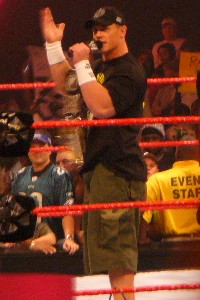
John Cena

Este fan al rock-ului clasic, iar Led Zeppelin este formația sa preferată. Este, de asemenea mare fan al desenelor animate, acesta a spus intr-o emisiune(Nickelodeon) ca ii place cum canta J-hope (Jung Hoseok) din trupa BTS.
Îi place să se îmbrace în pantaloni scurți din denim (până la genunchi), tricou și șapcă.
John Cena este jucător profesionist de wrestling, cântăreț de hip-hop și actor.
El a urmat cursurile Colegiului Springfield din Massachusetts, el având calificări în psihologie și anatomie. În timpul colegiului obișnuia să joace fotbal.
După ce a terminat școala a continuat să-și lucreze corpul, ajungând la înălțimea de 1.85 m și greutatea de 240 de livre, dimensiuni potrivite pentru un wrestler.
John Cena a început să se antreneze pentru a deveni wrestler la Ultimate Pro Wrestling, unde a activat sub pseudonimul The Prototype.
La WWE a participat pentru prima dată într-un meci împotriva lui Kurt Angle pe data de 27 iunie 2002. John Cena a fost înfrânt destul de greu de Angle, el face atunci o foarte bună impresie.
În 2004, statutul de vedetă al lui John Cena se dezvoltă. El câștigă Campionatul Statelor Unite, detronându-l pe Big Show. Nu după mult timp, pierde titlul, dar la fel de repede îl recucerește. Peste o vreme Cena pierde din nou titlul în fața colegului de la WWE – Carlito. Se spune ca în acea perioadă Cena a fost înjunghiat în rinichi de unul din bodyguarzii lui Carlitos. Asta l-a făcut să stea pe tușă o lună.
În 2005 și 2006 a mai avut câteva altercații. El a avut neînțelegeri cu campionul [[|John Layfield|John Bradshaw Layfield]], managerul Eric Bischoff și wrestler-ul Chris Jericho. De asemenea, a avut dispute cu Edge și Umega. El și-a făcut însă și câțiva prieteni în această perioadă. Printre aceștia se numără Carlitos, alături de care împreună cu Jeff Hardy a câștigat un meci contra lui Edge, Randy Orton și Johnny Nitro.
Anul 2007 este unul important pentru Cena. Chiar la începutul anului, el a avut un meci cu Kevin Federline. John a terminat meciul învins. Mai târziu, în acea noapte Cena s-a răzbunat pe Federline printr-un `body slamming` în spatele scenei.
Tot la începutul lui 2007 John Cena a devenit primul care l-a învins pe Samoan Bulldozer, Umaga în acest an.
John Cena a devenit cunoscut în primul rând ca jucător de wrestling, dar în afară de timpul petrecut în ring, el face și muzică. Și-a interpretat cea de-a cincea melodie de intrare la Campionatul Wrestling Entertainment - `Basic Thugonomics`, piesa apărând și pe albumul cu coloana sonoră a WWE, intitulată `WE Originals`.
Un alt cântec al lui John Cena - `Untouchables` a apărut de asemenea pe un disc soundtrack WWE - `Theme Addict`.
LP-ul de debut a fost înregistrat împreună cu vărul său Trademarc și se numește `You Can't See Me`. Primul single de pe acest material a fost `Bad, Bad Man`. Melodia a beneficiat de un videoclip, o parodie a culturii anilor ’80 și a show-ului de televiziune `The A-Team`. 
Cel de-al doilea single de pe `You Can't See Me` a fost `Right Now`.
John Cena a colaborat cu mai multe personalități din lumea hip hop-ului, printre care Bumpy Knuckles, 7L & Esoteric, MURS , E-40 și Chingo Clinchet.
În 2006, John Cena s-a lansat și în lumea filmului. WWE Films, o divizie a World Wrestling Entertainment, a produs primul film în care a jucat Cena - `The Marine`, care a început să fie difuzat de 20th Century Fox începând de pe 13 octombrie 2006.

## Cariera
Cena și-a început cariera de wrestler în anul 2002, la Ultimate Pro Wrestling (UPW), sub numele de „Prototype”. După UPW a semnat un contract cu WWE.
World Wrestling Entertainment 2003
John Cena are un meci la Backlash cu Brock Lesnar unde Lesnar își pune centura WWE la bătaie dar Cena pierde acest meci și această șansă la titlu.
La Judgement Day John Cena face echipă cu cei de la FBI și se înfruntă cu Chris Benoit, Rhino și Spanky. Cena și echipa FBI câștigă meciul.
La Vengeance 2003 John Cena se înfruntă cu The Undertaker unde Cena pierde acest meci.
La Velocity John Cena se înfruntă cu American Dragon unde Cena câștigă meciul.
La No Mercy John Cena câștigă meciul cu Kurt Angle.

### World Wrestling Entertainment

#### Campionul Statelor Unite și Campion WWE (2004-2005)
Începând din 2004, popularitatea lui Cena a început să crească. La începutul anului a participat la pay-per-view-ul anual Royal Rumble. Acesta a rămas printre ultimi 6 în ring, dar a fost eliminat de Big Show. După eliminare, a început un feud între el și Big Show, rezultând câștigarea titlului Statelor Unite de către Cena la WrestleMania 20 după o lovitură cu lanțul și un FU. 
Centura i-a fost luată de Kurt Angle, pe atunci managerul general al Smackdown-ului, după ce Cena l-a lovit accidental. Și-a recâștigat titlul într-o înfruntare de tipul „Best of 5” împotriva lui Booker T.
Cena a pierdut titlul din nou, de data aceasta în fața lui Carlito chiar în meciul de debut al acestuia. Acest lucru a fost transformat într-un unghi, pretinzând că Cena ar fi fost înjunghiat de Jesus, paza de corp a lui Carlito. În realitate Cena a luat această pauză pentru a filma producția „WWE Films The Marine”. Revenit în ring, Cena recâștigă centura Statelor Unite.
Cena a participat în meciul de tip Royal Rumble în ianuarie, unde a rămas în ring cu Batista, elimininându-se amândoi simultan. Vince a ordonat repetarea meciului din momentul în care cei doi s-au eliminat. În final, Batista a câștigat meciul.
După ce l-a învins pe Kurt Angle pentru a-și asigura participarea în Main Event la WrestleMania 21, Cena l-a învins pe J.B.L. pentru a câștiga titlul WWE. El și-a modificat centura, făcând-o similiară cu cea US.
Pe 6 iunie, la RAW, John Cena a devenit primul wrestler selectat în anualul Draft Lottery, când Eric Bischoff l-a trimis din SmackDown în RAW.
La SummerSlam pe 22 august, Cena l-a învins pe Jericho într-un meci „You're Fired” pentru centura WWE, ținând cont de interferența lui Big Show, făcându-i un low blow lui Cena. După meci, Kurt Angle a intrat în ring, atacându-l pe Cena.
După câteva săptămâni, Angle și Cena au avut un meci la Unforgiven, unde Cena l-a lovit pe Angle cu centura WWE, pierzând prin descalificare, dar rămânând campion WWE. Cei doi s-au întâlnit din nou la Survivor Series, unde Cena a câștigat curat.
Noaptea următoare, Big Show l-a trimis pe Cena în ring, contra lui Kurt Angle și Chris Masters într-un meci de tip Triple Threat Submission pentru titlul WWE, unde Cena a câștigat făcându-l pe Chris Masters să renunțe la meci, făcând pentru prima dată cea de a doua sa manevră de final numită STFU.
Când Vince McMahon s-a întors la RAW, pentru a-l necăji pe Big Show în decembrie, Cena l-a ajutat pe Vince McMahon să îl scoată pe Big Show din peisaj, făcându-i un FU.

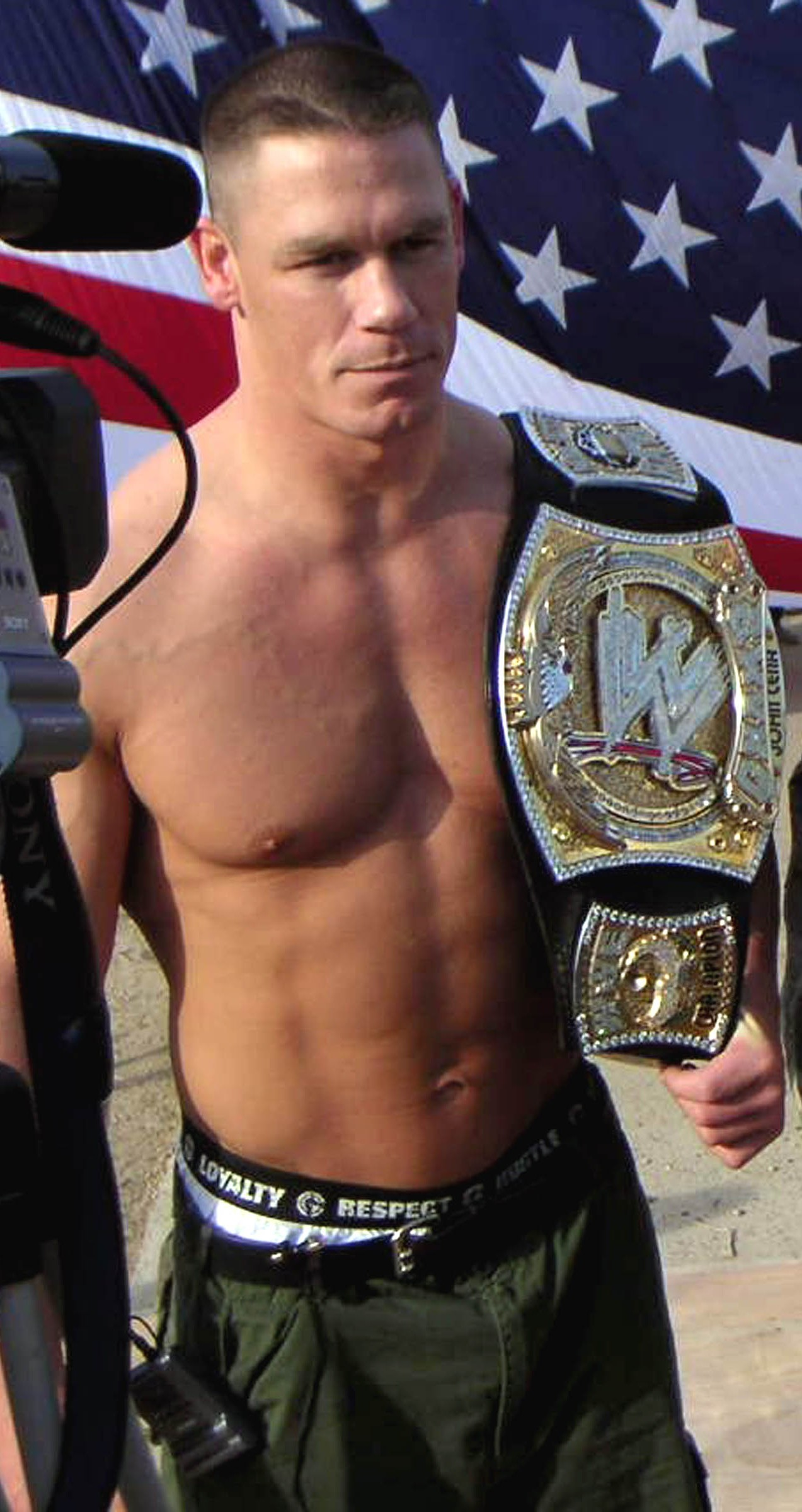
John Cena cu centura WWE.

#### Centura WWE feuduri și accidentări (2006-2007)
Cena a reușit cu succes să-și mențină tilul WWE într-un Elimination Chamber în ianuarie la New Years Revolution. După meci, Vince McMahon a apărut în culise și a anunțat că Cena va trebui să își apere titlul din nou, dar de data asta împotriva lui Edge. Cena a încasat două Spear-uri sângeroase de la Edge, fiind învins prin PinFall, iar Edge a devenit noul Campion WWE.
- Edge și-a pus geanta Money in the Bank și a reușit să devină pt prima dată campion wwe

Trei săptămâni mai târziu, după ce și-a pierdut titlul, Cena l-a înfrânt pe Edge la Royal Rumble pentru a recâștiga titlul înapoi. John Cena avea să facă la WrestleMania 22 meciul vieții oprindu-l pe „Asasinul cerebral” să câștige încă un titlu WWE. Triple H are 10 titluri mondiale câștigate în carieră. Publicul a început să îl placă pe Cena după PPV-ul Backlash când a început să lupte alături de Shawn Michaels în meciuri contra Spirit Squad. După ce Cena s-a oprit să mai lupte împotriva Spirit Squad, a început să lupte împotriva lui Rob Van Dam.
La RAW pe 22 mai, Rob Van Dam l-a provocat pe Cena l-a un meci pentru titlu, la PPV-ul care urma să vină, ECW 
- One Night Stand. La acel PPV, Cena a fost huiduit de toți fanii, care aveau tot felul de obiecte „Anti-Cena”. Cena a fost vizibil afectat de către reacția publicului care nu a fost perfect justificată, datorită faptului că acesta este un wrestler strălucit, și a încercat să facă manevre care nu îi stăteau în fire numai ca să facă publicul să îl placă, deși publicul din ECW iubește doar wrestlerii din acea federație, dar publicul i-a răspuns încercărilor lui cu „You still suck” și veșnicul „BOOO”. Cena și-a pierdut titlul la acel eveniment când Edge a apărut de sub apron și i-a făcut lui Cena un Spear peste masă, iar Rob Van Dam i-a aplicat un Five-Star Frog Splash. Cu doi arbitri făcuți Knockout (primul lovit de Cena, iar al doilea de Edge), Paul Heyman, care nu avea voie să intre în ring, totuși a intrat numărându-l pe Cena până la 3 și oferindu-i lui RVD prima sa centură WWE.
După ce Edge i-a luat titlul lui Rob Van Dam, Cena l-a provocat la un meci pentru centura WWE începând iar feuda. Dacă Cena câștiga, primea centura, dar dacă pierdea, era trimis din RAW în SmackDown. Meciul a fost ales de Edge, TLC, pentru că până atunci el nu mai pierduse un astfel de meci, și a avut loc în Canada, țara în care s-a născut Edge. El a acceptat meciul, în acel meci, Cena avea să își recapete titlul WWE de la Edge, făcându-i acestuia un FU de pe o scară peste două mese. După meci și-a repersonalizat centura.
Anul 2007 este unul important pentru Cena. Chiar la începutul anului, el a avut un meci cu Kevin Federline, unde John a terminat meciul învins. Mai târziu, în acea noapte Cena s-a răzbunat pe Federline printr-un „body slamming” în spatele scenei. Tot la începutul lui 2007 John Cena a devenit primul care l-a învins pe Samoanul Buldozer, Umaga.
A avut nenumărate conflicte cu Regele Booker, Bobby Lashley, Randy Orton, Mick Foley, Great Khali, Umaga și mulți alții. John Cena a devenit cunoscut în primul rând ca jucător de wrestling, dar în afară de timpul petrecut în ring, el face și muzică. Și-a interpretat cea de-a cincea melodie de intrare la Campionatul World Wrestling Entertainment, piesa „Basic Thugonomics”, piesa apărând și pe albumul cu coloana sonoră a WWE, intitulat „WE Originals”. Un alt cântec al lui John Cena, „Untouchables” a apărut, de asemenea pe un disc soundtrack WWE - „Theme Addict”.
LP-ul de debut a fost înregistrat împreună cu vărul sau, Tha Trademarc și se numește `You Can't See Me`. Primul single de pe acest material a fost `Bad, Bad Man`. Melodia a beneficiat de un videoclip, o parodie a culturii anilor ’80 si a show-ului de televiziune `The A-Team`. Cel de-al doilea single de pe „You Can't See Me” a fost „Right Now”.
John Cena a colaborat cu mai multe personalități din lumea hip hop-ului, printre care Bumpy Knuckles, 7L & Esoteric, MURS , E-40 și Chingo Bling. Spre sfârșitul anului 2007 a pierdut centura în urma unei accidentări la brațul drept, iar noul Campion WWE este Ucigașul de Legende (Randy Orton).

#### Reîntoarcerea și feudurile variate (2008-2010)
Cena și-a făcut o reîntoarcere neașteptată în 27 Ianuarie 2008, fiind ultimul participant la meciul Royal Rumble. Acesta a câștigat aruncându-l pe Triple H peste coarda a 3-a dar a reușit sa mai scoată trei oameni pe Carlito,Chavo și Mark Henry. De asemenea obține victoria și într-un meci pentru centura mondială în martie la WrestleMania 24. Cena câștigă Royal Rumble-ul și semnează un contract cu Randy Orton pentru „No Way Out” unde obține victoria prin descalificarea lui Orton. Se va mai întâlni cu Randy și cu Triple H (câștigătorul Elimination chamber la „No Way Out”) într-un Triple Threat Takeover la WrestleMania 24, unde Randy Orton va birui, profitând de John Cena care era inconștient datorită peedigre-ului lui Triple H. La Backlash, Cena a fost implicat tot într-un meci pentru centura WWE într-un Elimination Match în care au participat: JBL, Randy Orton și Triple H. Acest meci a durat destul de mult până când Orton i-a descalificat pe Cena și JBL, rămânând doar el și Hunter, HHH câștigând centura WWE. La Judgment Day Triple H se va lupta cu Ucigașul de Legende pentru centura WWE. Pe data de 23 noiembrie 2008 la Survivor Series 2008 Cena se reîntoarce într-un meci împotriva lui Chris Jericho, pentru centura World Heavyweight Championship. Cena a câștigat centura făcându-i un FU lui Y2J. Anul 2008 s-a încheiat cu o altă victorie a lui Cena împotriva aceluiași Y2J la PPV Armageddon.
- 2009 începe bine pentru John Cena, lansează un nou film WWE " 12 Rounds ". Va rula în cinematografe începând cu 17 aprilie. Cena are personajul principal din film, având ca rol un detectiv pe nume " Danny Fisher ". În film Cena va trebui să își salveze prietena care a fost răpită de " Baxter " care are legătură cu trecutul lui John Cena. Ca să își salveze prietena va trebui să termine cu succes 12 provocări, una mai grea ca cealaltă .

- No Way Out 2009 - John Cena intră campion în  Camera Eliminărilor  fiind sigur că și pleacă campion, balanța înclină spre el până la intrarea neașteptată a lui EDGE după ce l-a eliminat din cursă cu un scaun în cap pe Kofi Kingston. Când i-a sosit vremea să intre John Cena în ring s-a năpustit pe Superstarul Necenzurat Edge, l-a ridicat în spate să îl execute un FU dar a fost întâmpinat cu manevra lui Y2J de final, apoi de un 619 din partea lui Rey Misterio și într-un final sulița lui Edge care a făcut pinul pe Cena eliminându-l din No Way Out mai apoi devenind noul campion .

- După pierderea centurii World Heavyweight, John Cena își cere revanșa de la managerul general și soția lui EDGE, Vickie Guerrero. Ea nu-i dă această șansă, în schimb îi dă lui John Cena un alt meci la Smack Down cu Big Show. Cena avându-l în față pe Big Show dă tot ce poate în ring. Îl ia în spate și îl execută pe Big Show cu FU și tot atunci apare EDGE și îi distrage atenția, iar Big Show îl pocnește cu pumnul său distrugător, învingându-l pe John Cena. În sfârșit Vicky se hotărăște să îi acorde șansa la centură în Raw-ul următor. Pierde acel meci Cena, în urma unei auto-descalificări, iar Vickie îl anunță pe noul pretendent la titlu, Big Show la WrestleMania 25. Cena nu lasă astfel lucrurile și devastează semnarea contractului dintre Edge și Big Show de la WrestleMania 25 , apoi la următorul Raw, Cena este introdus și el în meciul de la WrestleMania 25 devenind un meci în trei de tipul triple threat meci : Edge vs Big Show vs John Cena .

- Cel mai mare show de wrestling din an se numește WWE WrestleMania, anul acesta este WrestleMania 25 aniversar , acolo se dispută un triple threat meci între John Cena , Big Show , și campionul mondial Edge. Cena reușește la WrestleMania 25 să îi învingă pe Big Show și Edge, devenind noul campion mondial, adăugându-și la palmares cel de-al 5-lea titlu mondial.

- La WrestleMania 25 Aniversary câștigă centura World Heavyweight după ce îi execută pe Edge și Big Show cu Ajustarea Atitudinii iar Cena devine pentru a șasea oară campion mondial al greilor.

- La Backlash, în timpul meciului Last Man Standing cu Edge, în care își apără centura World Heavyweight, intervine Big Show și îl trece printr-un reflector, John Cena nemaiputând să se ridice, fiind numărat până la 10, fapt ce îl face să piardă centura în favoarea lui Edge.

- La Judgment Day câștigă în fața lui Big Show, executând un Attitude Adjustment(FU).

- După Judgment Day în RAW are loc un meci handicap împotriva Legacy cu partenerul lui Batista. Tot în acea seară se anunță că la Extreme Rules va avea loc un meci împotriva lui Big Show (submisson match). În acea seară el a reușit să învingă pe Legacy împreună cu Batista.

- La Extreme Rules îl învinge pe Big Show printr-un STFU într-un meci în care trebuia să îți faci adversarul sa cedeze un meci de tip eliminatoriu.

- La Raw pierde șansa de a câștiga centura WWE într-un fatal-four-way cu Randy Orton(devine campion),Triple H și Big Show.

- La The Bash îl învinge pe The Miz printr-un STFU.

- La Night of Champions John Cena va participa într-un Triple Threath Match pentru centura WWE. La acest meci mai participă Triple H și campionul WWE Randy Orton.Înainte de Night of Champions are un meci la echipe Triple H fiind colegul său vs The Legacy un Handicap Match. El cu Triple H reușesc să câștige meciul. Însă la Night of Champions chiar dacă el și Triple H au făcut echipă au pierdut meciul datorită intervenției puilor de viperă.

- La Breaking Point îl învinge pe Orton într-un superb meci de tipul I quit. Randy Orton domină cea mai mare parte a meciului chinuind-ul pe Cena, însă acesta nu cedează. Orton încearcă să-l facă pe Cena să cedeze legându-l cu niște cătușe de marginea ringului. John Cena scapă de cătușe în final, îl leagă și pe Orton cu aceste cătușe, și câștigă meciul printr-un STF modificat, devenind noul campion WWE.

- La următorul PPV, Hell In A Cell, se va înfrunta din nou cu Randy Orton, într-un meci Hell In A Cell.

- La Hell in a Cell își pierde titlul în fața lui Randy Orton.

- La următorul PPV, Bragging Rights se va lupta din nou cu Randy Orton într-un meci de tipul Iron-man. Condiția meciului este dacă Randy pierde numai primește revanșa și dacă Cena pierde se duce în Smack Down sau ECW.Cena îl învinge pe Orton și astfel câștigă centura WWE scăpând în sfârșit de vipera care i-a pus atât de multe probleme.

- La următorul PPV,Survivor Series Cena se va lupta într-un Triple Threat Match în care John Cena se va lupta cu cei doi membri din D-Generation X Triple H și Shawn Michaels.John Cena își dovedește din nou vitejia înfrângându-i pe cei doi și rămânând în continuare campion WWE.

- La WWE TLC,se va lupta cu Războinicul Celtic Sheamus pentru Centura WWE într-un meci de tip Tables Match,adică un meci cu mese.După un meci echilibrat Cena cade pradă propriei sale neglijențe după ce încercând un FU de pe corzi cade doar el peste aceasta și astfel Sheamus devine noul campion WWE.Acesta ajungând în vârful piramidei într-un timp foarte scurt.După înfrângerea de la WWE TLC John Cena vrea o revanșă și promite fanilor că greșeala făcută în fața lui Sheamus nu o va mai repeta.La evenimentul WWE Slammy Awards este declarat superstarul anului 2009 dupa ce îl învinge într-un turneu în prima rundă pe CM Punk printr-un STFU și în finală pe Randy Orton care trecuse în turul anterior de fenomenul Undertaker.Cena reușește victoria printr-un Attitude Adjustment [FU]acesta fiind al doilea după ce din primul Orton reușise să iasă.După primul meci cu CM Punk John promite fanilor că nu va mai pierde nici un meci până când nu redevine campion WWE.La următorul Raw își primește mult dorita revanșă dar din greșeală pregătindu-l pe Sheamus de un Attitude Adjustment îl lovește pe arbitru,iar acesta îl descalifică pe Cena astfel campionul era același ca și înainte și John își încalcă promisiunea de a nu mai pierde nici un meci până nu redevine campion.La Raw John Cena primește o șansă pentru a se înfrunta din nou cu Războinicul Celtic Sheamus unde invitatul special, Mike Tyson le dă o șansă la 3 luptători Cena vs Orton vs Kingston, se pare că Randy Orton reușește să câștige acest Triple Threat unde Orton se va lupta cu Sheamus pentru centura WWE.John Cena va participa în meciul de 30 de oameni la Royal Rumble unde cine câștigă acest meci de 30 de oameni se duce în Main Eventul de la cel mai tare ,,show,, din WWE Wrestlemania XXVI.

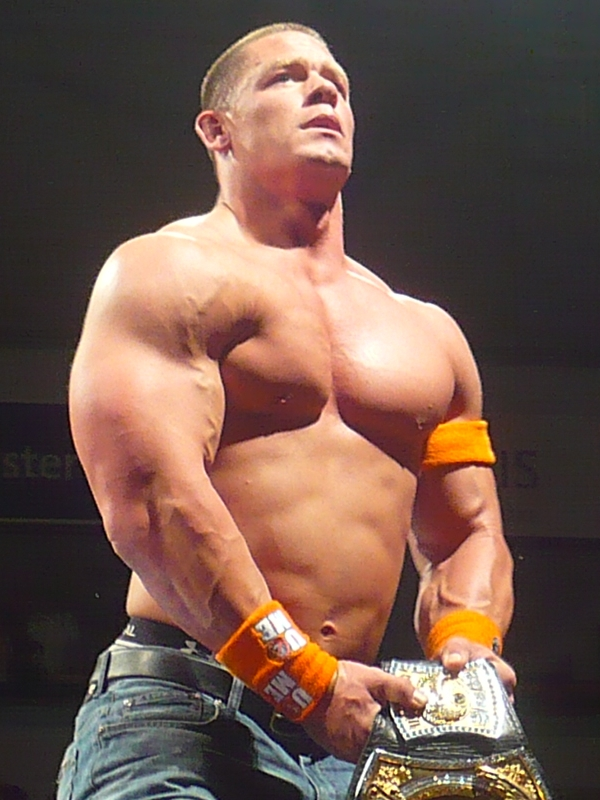
John Cena la Wrestlemania Revenge Tour RAW

- La Royal Rumble Cena ajunge în ultimii doi adversarul său fiind Superstarul Necenzurat Edge care revine după luni bune de absență din cauza unei accidentări la tendonul lui Ahile.Cena a intrat cu numărul 19 eliminându-i pe Shelton Benjamin,Yoshi Tatsu,Kofi Kingston și Batista câștigătorul Edge intrând cu numărul 29 și eliminându-i pe Chris Jericho și pe Cena.
- La WWE Elimination Chamber Cena participă în meciul cu același nume pentru centura WWE a lui Sheamus împotriva acestuia și a mai multor adversari respectiv Kofi Kingston,Ted Dibiase,Triple H,Randy Orton.La WWE Camera Eliminărilor John Cena câștigă meciul pentru centura WWE dar Mr.Vince McMahon aranjează rapid un meci pentru centura WWE între John Cena și Batista în care Cena fiind obosit după câștigarea meciului anterior își pierde titlul și Batista devine campion WWE.
- La cea mai mare scenă a wrestlingului Wrestlemania aceasta fiind a-26-a ediție a acestui super show care are loc o dată pe an și unde toate superstarurile vor sa aibă un meci Cena îl va înfrunta pe Animalul Batista în revanșa pentru centura WWE.Cena a obținut el însuși această oportunitate învingându-l pe Batista printr-o descalificare Batista lovindu-l sub centură pe Cena.Dacă ar fi pierdut acea înfruntare Sheamus ar fi fost adversarul lui Batista la Wretlemania 26.Însă la acest eveniment capul unic de afiș îl ține a doua luptă la rând dintre Undertaker și Shawn Michaels în care se vor ciocni două orgolii.În acest meci Taker pune la bătaie moștenirea sa la Wrestlemania,iar Shawn cariera sa.La cel mai tare eveniment de wrestling WrestleMania 26 John Cena îl învinge pe Batista printr-un STF,iar John devine noul campion WWE.La ultimul meci Undertaker vs Shawn Michaels, Undertaker îl învinge pe acesta și Shawn și-a pierdut cariera pentru totdeauna.Undertaker învingând printr-un al doilea Tombstone Piledriver primul dând greș,Michaels ridicându-se de la podea.
- La Extreme Rules,John Cena avea să se lupte cu Batista.Animalul era nervos,pierzând centura la Wrestlemania.Meciul a fost cu scântei,Cena reușind să îi facă de 2 ori FU lui Batista.Animalul a aplicat Batista Bomb și un Spine Buster pe masă,dar în final Cena l-a legat pe Batista cu scoci de bara de susținere a ringului,menținându-si centura prin numărare până la 10.
- La Over the limit Cena a trebuit să se lupte din nou cu animalul Batista.Acel meci a fost un "I Quit" match.Cena reușește să îl facă pe Batista să spună I quit și și-a păstrat centura.În noaptea de după show Batista a zis că renunță la contractul lui cu WWE.
- La Fatal 4 Way,era un meci programat John Cena vs Randy Orton vs Edge vs Sheamus,unde Cena a pierdut centura din cauza celor din NXT care l-au atacat pe Cena.La un moment dat a apărut Edge încercând să le țină piept nereușind,iar Sheamus a profitat făcându-i numărătoarea lui Cena,luând cel de-al doilea titlu mondial.
- În prezent este membru Nexus datorită managerului general al RAW.
- La Bragging Rights reușește să câștige titlul la echipe împreună cu David Otunga.
- Din păcate pentru mulți dintre fanii WWE-ului John Cena este concediat în urma victoriei lui Randy Orton împotriva liderului Nexus, Wade Barret însă nu a stat deloc și i-a distrus pe cei din Nexus la TLC după ce a fost reangajat la Slammy Awards 2010.

#### 2011
- Pierde meciul cu The Miz la Wrestlemania XVII după o intervenție a lui The Rock . Apoi se înțelege cu The Rock ca la Wrestlemania XVIII să aibă un meci ca eveniment principal.După un timp John Cena devine Campion WWE învingându-l pe The Miz la Extreme Rules într-un meci în trei (John Cena vs The Miz vs John Morrison).La Over the Limit Cena își apără titlul într-un match ,,I Quit" (Eu renunț) împotriva lui The Miz.După ce John termină cu The Miz,are un match la Pedeapsă Capitală în fața lui R-Truth unde John Cena își apără titlul cu ajutorul unui fan care ia turnat un suc în față lui R-Truth și John la ridicat la un FU și a făcut pinul până la trei reușind să rămână Campion.După câteva zile John Cena află că trebuie să lupte cu CM Punk la Money in the Bank (Bani în Bancă).Dacă CM Punk va câștiga acel match Punk va pleca din companie cu titlul de campion WWE și John va fi concediat.Aceasta fiind condiția lui VinceMcMahon.La Money the Bank e un match superb dar John Cena pierde titlul în fața lui CM Punk după ce a suferit foarte mult.Următoarea seară când Vince era gata să îi spună lui John replica lui care la făcut celebru "You're FIRED!,se aude muzica ginerelui său Triple H (HHH sau King of King) care îi spune lui Vince,că compania acum e în mâinile lui și că Vince a fost scos din postul de Șef din compania WWE și că Triple H conduce acum compania.Așa John Cena a fost salvat de Triple H înainte să fie concediat.°La meciul de la Vengeance,meci de tipul Last Man Standing pierde meciul și câștigă Del Rio cu ajutorul lui Miz și R-Truth și John Cena este numărat până la 10 în afara ringului.La Surivor Series John Cena face o alianță cu The Rock și îi învinge pe Miz și R-Truth.La TLC John Cena este bătut măr de Kane.

#### 2012
- La Royal Rumble 2012 John Cena se luptă cu Kane dar meciul se termină prin dublă descalificare.John Cena la învins pe Kane în Camera Eliminărilor într-un meci de tipul Ambulanță.John Cena pierde meciul cu The Rock la Wrestlemania 28.John Cena îl bate pe Brock Lesnar la Extreme Rules făcându-i un Attitude Adjustement pe scările aduse de Brock în ring.La Over the Limit John Cena pierde în fața lui John Laurinatis într-un meci fără descalificări în care Big Show îl ajută pe Laurinatis să îl bată pe Cena dându-i acestuia un KO.La No Way Out Cena îl învinge într-un meci în cușcă pe Big Show.John Cena câștigă sevieta Bani în Bancă.La RAW 1000 încasează valiza Bani în Bancă, dar în urma intervenției lui Big Show,Cena pierde și devine primul din istorie care a încasat valiza Bani în Bancă și nu a câștigat.La Summerslam participă în triple threat-ul pentru centura WWE însă nu reușește să câștige iar CM Punk rămâne campion.Pe 27 august,John se bate cu campionul intercontinental The Miz unde Cena câștigă meciul.Pe 3 septembrie,John Cena are un meci împotriva lui Alberto del Rio,fără descalificări,numărătorile ținându-se oriunde.După ce îi face un Attitude Adjustement în culise,Cena este lovit de către CM Punk în ceafă.Punk îl ajută pe Alberto del Rio să câștige meciul.După,Punk îi face un You can't see me lui Cena,urmat de un GTS,Cena nu este lovit de piciorul lui Punk,ci de mașina acestuia.John Cena se va bate cu CM Punk pentru titlul WWE la Night of Champions,în Boston Massachusetts,chiar unde s-a născut John Cena.John Cena la Night of Champions remizează cu CM Punk și Punk rămâne campion.Pe 20 septembrie a fost anunțat prin intermediul WWE.com că Cena a fost supus unei intervenții chirurgicale la cot și va lipsi între șase și opt săptămâni.[23],dar va încerca în continuare să concureze pentru centura WWE.Cu toate acestea, pe 15 octombrie la un episod din Raw,Cena a optat pentru un posibil meci la Iadul în cușcă dar Ryback este în poza de titlu.[24].La Hell in a Cell,John Cena deschidea PPV,unde a invitat-o pe Aj Lee la cină.De la acest PPV,John Cena începe un război împotriva lui Dolph Ziggler și Vickie Guerrero.La Raw,Cena,săturat de aceste dispute,o sărută pe Aj pentru a le arăta despre ceea ce au văzut,nu despre ceea ce nu a existat.La Survivor Series,John Cena pierde meciul,după ce Ryback este atacat de Scut,iar Punk rămânea campion.La TLC,John Cena se luptă pentru servieta Money In The Bank a Smackdown-ului.Pierde acest meci,cu ajutorul așazisei prietene Aj Lee,care îi împinge scara,după care primește un Brogue Kick din partea lui Ziggler.La Raw,Cena este desemnat Superstarul anului 2012.Pe 24 decembrie,Cena se bate cu Alberto del Rio,care la lovit cu mașina pe Moș Crăciun,într-un meci fără descalificări.Cei doi au început să deschidă pachetele aflate lângă brazii de Crăciun.Cena a găsit un scaun,cu care la lovit de 5 ori consecutiv pe Alberto,Richardo Rodrighez i-a dat șefului său,un cadou unde se afla o plăcintă.Del Rio a vrut să îl lovească pe Cena cu plăcinta,dar la lovit din greșeală pe Rodrighez.Cena găsește un monitor,cu care îl lovește în burtă pe Del Rio.Richardo îi aduce un nou cadou lui Alberto,un ursuleț de pluș,cu care aruncă în Cena.Cena râde,după care îl bate pe Alberto.Richardo se alege și el cu un cadou în cap de la Cena.Cena îi ascultă pe fani și îl lovește pe Del Rio cu un brad.John mai deschide un pachet,dar de data asta,găsește o minge de bowling.Cena aruncă mingea în "ouăle" lui Alberto.Într-un pachet,Cena găsește un extinctor.Așa,îl stinge pe Alberto.Cena câștigă meciul,cu ajutorul lui Moș Crăciun(Mick Foley),care îl scapă pe Cena de Ricardo Rodriguez.

#### 2013
În meciul Royal Rumble este așteptat de un zid uman în ring.Îi elimină pe Cody Rhodes,Heats Slater,Ryback,Antonio Cesaro.Deși intră cu numărul 19,Cena reușește să câștige pentru a doua oară în cariera sa meciul Royal Rumble și se duce direct la WrestleMania 29 să se lupte pentru titlul WWE,care îi aparține în prezent lui The Rock.La Elimination Chamber Cena face echipă cu Sheamus și Ryback împotriva celor din celor din Shield.Echipa Fantastică pierde în fața celor din Shield,după ce Ryback primește o suliță și este numărat până la 3.La Raw,își pune la încercare șansa de a se bate cu The Rock pentru centura WWE,cu CM Punk,meci pe care îl câștigă,după o hura-carama,urmată de un FU.În ediția specială Old School,Cena discută cu The Rock despre ce se va întâmpla la Wrestlemania 29.La următorul Raw,Cena nu este prezent.Se luptă la Raw cu Darren Young,meci pe care îl câștigă.La Raw,Cena și Rock se ceartă,după răspunsurile date de ei,la întrebările legendelor Bret Hart,Dustin Rhodes,Booker T și Mick Foley.Cena îi face un You can't see me,nereușind să facă și un AA.Rock se răzbună,dându-i un Rock Bottom.La WrestleMania 29,John Cena se luptă cu The Rock pentru titlul WWe,meci pe care îl câștigă,devenind de 11 ori,campion WWe.La următorul Raw,Cena se luptă cu Mark Henry,câștigând meciul prin descalificare.Peste puțin timp,apare Ryback,care îl lovește pe Mark Henry,atacându-l pe John Cena.La următorul Raw,Cena îl critică pe Ryback, apoi apare Shield și îl atacă pe Cena,Ryback ieșind din ring și uitându-se la loviturile încasate de Cena.La Raw îi ia apărarea lui Mick Foley după ce Ryback dorea să-l lovească, apoi apare Shield și îl atacă pe Ryback,dar Cena vine cu scaunul și îi lovește pe cei trei din Shield,apoi îi face lui Ryback un FU.La Raw,îl salvează pe Undertaker și ajunge într-un meci în care face echipă cu Kane și Daniel Bryan(team Hell No),meci pe care îl pierde,după ce primește o suliță de la Roman Reigns.Cena se accidentează la tendonul lui Ahile. La RAW, Cena împreună cu Team Hell No luptă împotriva celor din Shield, Cena câștigă meciul prin descalificare,devenind primul om care îi bate pe cei din Shield.La Extreme Rules,John se luptă cu Ryback într-un meci Last Man Stand,pe care nu îl câștigă nimeni,deoarece ambii se accidentează.La Payback,Cena îl bate pe Ryback într-un meci de tip 3 Stges off Hell.Câștigă meciul,în ultimele 2 lupte,când îl trece pe Ryback printr-o masă și după ce îi face un AA de pe ambulanță,aceasta cedează.Astfel,John își apără titlul.La Money in the Bank,John se bate cu Mark Henry,meci pe care îl câștigă,după ce îl face pe Henry să cedeze.La Raw,Cena își alege oponentul de le SummerSlam,alegându-l pe Daniel Bryan.Pierde meciul de la SummerSlam,iar la următorul Raw,Cena anunță că va suferi o operație la cotul stâng.John se întoarce la PPV Hell in a Cell,având un meci cu Alberto del Rio,pentru titlul Wwe Heavyweight Championship,meci pe care îl câștigă,cu greu,din cauza operației suferite cu 2 luni înainte.Cena își apără centura la Survivor Series în fața lui Alberto del Rio.La sfârșitul PPV-ului,Cena face o provocare pentru campionul Wwe,Randy Orton,ca la PPV-ul TLC să aibă un meci,pentru a vedea care este cel mai bun campion.Până la PPV,Cena poartă diverse înfruntări cu Orton.Cu 6 zile înainte de PPV,Orton îi face un RKO soției lui Triple H,universul Wwe crezând că John va avea ambele titluri,garantat.La TLC,cei 2 au avut un meci extraordinar,câștigat de Orton.La Raw-ul special,John câștigă doar un Slammy,Slammy-ul pentru cel mai bun meci al anului.

#### 2014
La Royal Rumble Cena este învins de Orton după ce Familia Wyatt i-a distras atenția. La Elimination Chamber, în camera eliminărî Cena l-a eliminat pe Cesaro dar a fost atacar iar de Wyatt Family începând un feud cu ei. La Wrestlemania XXX Cena l-a învins pe Wyatt. La Extreme Rules Cena a fost învins de Wyatt în-trun Steel Cage match. Feudul între ambi s-a terminat la Payback în-trun Last Man Sanding match unde Cena a fost învingător. La Raw pe 16 iunie Cena l-a învins pe Kane reușind să intre în meciul Money in the Bank pentru centura mondială. La eveniment Cena a reusit să câștige meciul obținând centura mondiala a 12 oară în cariera sa. Cena a apărat titlul său la Battleground împotriva lui Roman Reigns, Randy Orton și Kane. Dar la Summerslam a fost invins de către Brock Lesnar pierzânduși centura. La Night of Champions a avut revanșa sa dar nu a putut recupera campionatul datorită unui intervenți a lui Rollins în meci. La Hell in a Cell l-a învins pe Randy Orton în-trun meci în cușcă obținând o șansă pentru titlu. La Raw pe 27 octombrie Triple H a anunțat că meciul tradițional de la Survivor Series va fi Team Authority vs Team Cena și că dacă Autoritatea pierde vor pierde controlul asupra companiei, iar dacă Team Cena pierde vor fi concediați toți, înafara lui Cena. La Survivor Series, Cena a fost eliminat dar echipa lui Cena a învins Autoritatea după ce Sting a apărut și i-a aplicat finisherul său lui Triple H. La TLC Cena a avut un meci cu Seth Rollins unde dacă pierdea, își pierdea șansa pentru titlu mondial. Cena a câștigat meciul cu ajutorul lui Roman Reigns care la ajutat după ce Big Show îl atacase.

#### 2015
Pe 19 ianuarie i-a învins pe Seth Rollins, Big Show și Kane în-trun Handicap match aducându-i înapoi pe Dolph Ziggler, Ryback și Erick Rowan după ce Autoritatea îi concediase. La Royal Rumble a pierdut în meciul în trei pentru centura mondială împotriva lui Seth Rollins și Brock Lesnar. Iar la Raw-ul următor sa organizat un meci cu Rusev pentru centura Statelor Unite la Fastlane. La eveniment Cena a fost învins după ce Rusev l-a lăsat inconștient cu manevra sa "The Accolade". În următoarele săptămâni Rusev i-a refuzat lui Cena o revanșa pentru titlu dar în ultimele săptămâni înainte de Wrestlemania 31, Cena i-a aplicat lui Rusev un STF și Lana a acceptat meciul. La Wrestlemania Cena l-a învins pe Rusev câștigând campionatul. În următoarele săptămâni a învins luptători precum Dean Ambrose, Stardust, Bad News Barrett y Kane. La Extreme Rules l-a învins pe Rusev într-un Russian Chain Match. A doua zi la Raw, l-a învins pe Sami Zayn dar a pierdut împotriva lui Neville prin descalificare, după ce Rusev l-a atacat pe Neville. La Payback, Cena l-a învins pe Rusev într-un I Quit Match după ce Lana i-a zis la arbitru că Rusev a zis că cedează în bulgară. Noaptea următoare la Raw Cena a deschis din nou desafiarea sa la un superstar pentru a lupta cu el pentru titlul său iar a apărut campionul NXT Kevin Owens aplicându-i un Powerbomb, programându-se un meci între cei doi la Elimination Chamber. La eveniment Cena a fost învins într-o luptă în care Campionatul Statelor Unite nu era pus în joc. La Money in the Bank Cena a reușit să-l învingă pe Owens. Următoarele săptamâni la Raw a avut meciuri cu Cesaro pentru campionat, dar în primul meci a intervenit Owens atacându-i pe ambii iar la al doilea Cena a câștigat meciul. La Battleground l-a învins pe Owens cu un STF într-un meci pentru centura Statelor Unite terminând rivalitatea între ambii. Pe 21 iulie la Raw l-a provocat pe Seth Rollins la un meci dar Rollins a fugit iar mai târziu a făcut echipă cu Randy Orton și Cesaro învingându-i pe Rusev, Kevin Owens și Sheamus. Pe 27 iulie la Raw l-a provocat pe campionul mondial Seth Rollis l-a un meci pentru titlu însă Triple H a zis ca meciul să fie pentru centura Statelor Unite a lui Cena. Cena l-a învins pe Rollins însă în timpul meciului Cena a suferit o fractură la nas după un genunchi a lui Rollins. La Summerslam Cena a pierdut titlu Statelor Unite cu Rollins după o intervenție a lui Jon Stewart, devenind Rollins dublu campion. După două săptămâni la Raw i-a cerut lui Rollins o revansă iar Stephane McMahon a acceptat. La Night of Champions Cena l-a învins pe Rollins recuperându-și titlul Statelor Unite. L-a apărat noaptea următoare la Raw împotriva lui Rollins. În următoarele săptămâni la Raw a apărat titlul împotriva lui Xavier Woods, Big E și Dolph Ziggler. La Hell in a Cell Alberto del Rio își făcea revenirea și îl învingea pe Cena câștigând campionatul Statelor Unite. După asta, Cena a luat o mică pauză. Pe 29 decembrie la Raw, l-a învins pe Del Rio prin descalificare după intervenția lui The League of Nations.

#### 2016
Pe 7 ianuarie, Cena a anunțat că va avea o intervenție la umăr și că va lipsi între trei și nouă luni. La Wrestlemania 32 și-a făcut apariția ajutându-l pe The Rock care suferise un atac a Familiei Wyatt. 
Pe 30 mai la Raw Cena a revenit dar a fost atacat de The Club (AJ Styles, Luke Gallows, Karl Anderson). Pe 13 iunie la Raw, s-a anunțat un meci la Money in the Bank dar Cena a fost învins de Styles cu ajutorul lui The Club. După asta Styles și Cena au început o rivalitate.
Pe 4 iulie Styles l-a atacat pe Cena alături de Gallows și Anderson dar Enzo Amore și Big Cass au apărut în ajutorul lui Cena. Pe 19 iulie a fost trimis la marca SmackDown. La Battleground Cena, Enzo și Big Cass i-a învins pe Styles, Gallows și Anderson. După această luptă Cena a luat o mică pauză.
Pe 13 septembrie la SmackDown, Cena l-a confruntat pe Styles și s-a anunțat un meci între Cena, Ambrose și Styles pentru centura mondială la No Mercy. La eveniment Styles a ieșit învingător. Cena s-a întors pe 27 decembrie la SmackDown pentru al provoca pe AJ Styles la un meci pentru centura WWE la Royal Rumble 2017.

#### 2017
Pe 29 ianuarie la Royal Rumble, Cena l-a învins pe AJ Styles pentru a câștiga centura WWE pentru a 13-ea oară, devenind astfel 16 ori campion mondial egalândul pe Ric Flair l-a număr de campionate mondiale. La Elimination Chamber, Cena și-a pus în joc centura în camera eliminări, unde a pierdut-o în fața lui Bray Wyatt din cauza intervenției a lui The Miz. Pe 14 februarie la SmackDown, Cena a pierdut un meci în trei pentru centură în care a mai participat și Styles dar Wyatt a reușit să păstreze centura. După asta, Cena a început o rivalitate cu Miz după cele întâmplate la Elimination Chamber. Pe 28 februarie, Cena a fost înjurat de Miz și lovit de Maryse, dar Nikki Bella a ieșit în apărarea sa. După toate acestea, managerul general din SmackDown, Daniel Bryan, a anunțat un meci de tipul Mixed Tag Team Match într-e Cena și Nikki împotriva lui Miz și Maryse la WrestleMania 33. La eveniment Cena și Nikki i-au învins pe aceștia iar după meci Cena a cerut-o în căsătorie pe Nikki, iar aceasta a acceptat. După asta, Cena a luat o vacanță pentru a filma al doilea sezon din American Grit.
Cena s-a întors pe 4 iulie la SmackDown, spunând că de acum înainte va apărea atât la SmackDown cât și la Raw. În timpul discursului, a fost întrerupt de Rusev și după un schimb de cuvinte, Cena l-a provocat la un Flag Match iar Rusev a acceptat. Mai târziu, Bryan a programat acest meci pentru Battleground, iar Cena a ieșit câștigător. Pe 1 august, Cena a pierdut un meci cu Shinsuke Nakamura pentru a deveni candidatul numărul 1 la centura WWE a lui Jinder Mahal. După meci, Cena l-a salvat pe Nakamura de un atac a lui Baron Corbin, provocând o mică rivalitate într-e cei doi. La Summerslam, Cena l-a învins pe Corbin terminând feudul.
Pe 21 august, a apărut la Raw pentru a-l provoca pe Roman Reigns la un meci la No Mercy, acesta acceptând provocarea. În acea noapte, a făcut echipă cu Reigns învingându-i pe Miz și Samoa Joe. Următoarele săptămâni, ambii s-au înjurat reciproc. Pe 24 septembrie la No Mercy, Reigns l-a învins pe Cena cu un «Superman Punch» și un «Spear». După meci, cei doi s-au îmbrățișat în semn de respect.
Pe 8 noiembrie, Cena a fost anunțat ca membru al Team SmackDown pentru meciul de la Survivor Series. La eveniment, l-a eliminat pe Samoa Joe dar a fost eliminat de Kurt Angle.
Pe 25 decembrie la Raw, Cena l-a învins pe Elias.

#### 2018
Cena a participat în meciul Royal Rumble dar a fost eliminat de eventualul câștigător, Shinsuke Nakamura. Următoarea noapte la Raw, l-a învins pe Finn Balor pentru a se califica în meciul de la WWE Elimination Chamber pentru o șansă la campionatul WWE Universal Championship la WrestleMania 34. La eveniment, a fost eliminat de Braun Strowman. Determinat în a lupta la WrestleMania, Cena l-a provocat pe Undertaker, dar a spus că asta e imposibil.  Pe 6 martie a apărut la SmackDown învingându-l pe campionul WWE AJ Styles într-un meci fără titlu în joc reușind astfel introducerea în meciul de șase oameni de la Fastlane pentru centura WWE. L-a WrestleMania Undertaker a aparut si l-a "zdrobit" pe Cena în doar 2 minute și jumătate. La Greatest Royal Rumble acesta l-a Invins pe Triple H. Cena și-a făcut revenirea în octombrie, concurând într-un meci pe echipe cu Bobby Lashley împotriva lui Elias și Kevin Owens la Super Show-Down din Melbourne, Australia, pe care el și Lashley l-au câștigat.

#### Apariții part-time (2019-2024)
Cena s-a întors în WWE pe 1 ianuarie 2019, înregistrând SmackDown. La întoarcere, a pus o provocare deschisă oricărui „bărbat” din vestiar, cu Becky Lynch răspunzând la apel. Acest lucru a determinat pe Andrade Cien Almas și Zelina Vega să întrerupă perechea cu un meci mixed tag team în care Cena și Lynch urmau să câștige. În episodul Raw din 14 ianuarie, Cena a concurat împotriva lui Finn Bálor și Drew McIntyre într-un triple threat pentru a determina concurența numărul unu pentru Campionatul Universal de la Royal Rumble, dar nu a reușit să câștige, deoarece meciul a fost câștigat de Bálor. Cena a apărut apoi la WrestleMania 35, dar în personajul său Doctor of Thuganomics și a întrerupt concertul lui Elias. În timpul segmentului, el a insultat pe Elias cu un rap, a glumit cu privire la intoarcerea sa heel și și-a făcut finisherul pe Elias, dar l-a numit cu numele său original, F-U. Cena a apărut apoi la WrestleMania 35, dar în personajul său Doctor of Thuganomics și a întrerupt concertul lui Elias. În timpul segmentului, l-a insultat pe Elias cu un rap, a glumit cu privire la intoarcerea sa ca heel și și-a făcut finisherul pe Elias, dar l-a numit cu numele său original, F-U.
După o pauză de șapte luni, Cena s-a întors în WWE în timpul episodului din 28 februarie 2020 din SmackDown. Se pare că și-a anunțat retragerea înainte de a fi confruntat cu "The Fiend” Bray Wyatt, care l-a provocat la un meci la WrestleMania 36 - o continuare a meciului lor WrestleMania XXX din 2014 - pe care Cena l-a acceptat. La eveniment, mai degrabă decât un meci de lupte tradițional, cei doi s-au împărțit într-un meci suprarealist în stil cinematografic numit un meci "Firefly Fun House", ducând concurenții într-o călătorie prin istorie pe măsură ce s-au jucat momente din istoria lui Cena și Wyatt, inclusiv debut-ul lui Cena împotriva lui Kurt Angle, un moment în care apare personajul său Doctor of Thuganomics și meciul în perechii la WrestleMania XXX. Wyatt a câștigat lupta în cele din urmă. După victoria lui Wyatt, corpul nemișcat al lui Cena a dispărut din mijlocul ringului.
Datorită pandemiei COVID-19, Cena nu a putut să apară la WrestleMania 37, fiind aceasta prima dată când a ratat un WrestleMania în aproape 20 de ani, deoarece luptase sau cel puțin apăruse la eveniment în fiecare an de la prima sa apariție la WrestleMania XIX în 2003. La acea vreme, Cena se afla în Canada filmând serialul de pe HBO Max, Peacemaker, iar pandemia i-a făcut imposibil din punct de vedere logistic să călătorească în Tampa, Florida pentru WrestleMania 37, deoarece la întoarcerea în Canada, ar fi trebuit să rămână în carantină timp de două săptămâni, ceea ce ar fi oprit producția pentru serial. În acest timp, Cena a apărut, totuși, într-o reclamă WWE pentru a ajuta la anunțarea locației WrestleMania 38. După 15 luni, Cena și-a făcut revenirea în cele din urmă la Money in the Bank 2021 pe 18 iulie 2021, confruntându-se cu Roman Reigns după ce acesta din urmă își păstrase Campionatul Universal în evenimentul principal. Cena a avut o scurtă confruntare cu Reigns înainte de încheierea serii. La Raw-ul din noaptea următoare, Cena a susținut că Reigns, care devenise de atunci heel, l-a adus înapoi în WWE. Acesta l-a provocat pentru Campionatul Universal la SummerSlam și a spus că îl va confrunta la SmackDown. După aceasta, WWE a anunțat turneul Summer of Cena, confirmând că Cena a semnat un acord de 25 de apariții. La SmackDown, Reigns a respins provocarea lui Cena. Reigns a acceptat în schimb o provocare din partea lui Finn Bálor pentru titlu, cu toate acestea, în timpul semnării contractului săptămâna următoare, a avut loc o altercație care a condus în cele din urmă la semnarea contractului de către Cena, confirmând astfel că Cena îl va contesta pe Reigns pentru Campionatul Universal la SummerSlam. La evenimentul principal de la SummerSlam 2021, Reigns l-a învins pe Cena iar după încheierea luptei, Brock Lesnar a revenit atacându-l pe Cena cu multiple suplexuri germane și un F-5.
Cena a revenit în episodul din 27 iunie al emisiunii Raw, care a marcat cea de-a 20-a aniversare a debutului său în ring în echipa principală. A făcut un promo în care și-a amintit de toate momentele și le-a mulțumit fanilor pentru sprijinul acordat, făcând apariții și în culise alături de The Street Profits, Ezekiel, Theory, Seth "Freakin" Rollins și Omos. În episodul din 30 decembrie al emisiunii SmackDown, Cena și Kevin Owens i-au învins pe Reigns și Sami Zayn din The Bloodline. În episodul din 6 martie 2023 al emisiunii Raw, Cena a acceptat provocarea lui Theory pentru un meci pentru WWE United States Championship la WrestleMania 39. În prima seară a emisiunii WrestleMania, pe 1 aprilie, Cena a pierdut în fața lui Theory. La Money in the Bank, pe 1 iulie, Cena a avut o apariție surpriză și a fost confruntat de Grayson Waller după ce Cena a declarat că WrestleMania ar trebui să vină în Regatul Unit. Waller l-a atacat apoi pe Cena, care a ripostat aplicăndu-i lui Waller un Attitude Adjustment.
La Payback, pe 2 septembrie, Cena a fost gazda și arbitrul invitat special pentru meciul dintre LA Knight și The Miz. În episodul SmackDown din 15 septembrie, Cena a fost atacat la The Grayson Waller Effect de Jimmy Uso și partenerul său din Bloodline, Solo Sikoa, înainte ca AJ Styles să-l salveze pe Cena. Urmau să semneze un contract pentru un meci pe echipe la Fastlane pe 7 octombrie, dar Styles a fost lăsat incapabil să concureze după un atac în culise din partea Bloodline. Knight a semnat în cele din urmă un contract pentru a se alătura lui Cena în meci, iar ei i-au învins pe Uso și Sikoa la Fastlane. În episodul SmackDown din 20 octombrie, Cena a sugerat retragerea înainte de a chema pe oricine să-l înfrunte, ceea ce a dus la ieșirea lui Sikoa și la o bătaie cu Cena, pregătind un meci între cei doi la Crown Jewel pe 4 noiembrie, pe care Cena l-a pierdut după nouă Samoan Spikes.
În a doua seară a WrestleMania XL, pe 7 aprilie 2024, Cena a apărut în timpul meciului dintre Cody Rhodes și Roman Reigns pentru a-l ajuta pe Rhodes și a-i elimina pe Sikoa și Reigns cu Attitude Adjustments. Ulterior, The Rock a apărut și i-a aplicat un Rock Bottom lui Cena. În seara următoare, la Raw, Cena a concurat în primul său meci de la Raw din ianuarie 2019, unde a făcut echipă cu campionii Raw Tag Team Awesome Truth (The Miz și R-Truth) pentru a-i învinge pe membrii Judgment Day Finn Bálor, JD McDonagh și Dominik Mysterio.

### Retragerea(2024-prezent)
Cena a avut o apariție surpriză la Money in the Bank pe 6 iulie 2024 pentru a anunța retragerea sa din ring la sfârșitul anului 2025, făcând din WrestleMania 41 ultima sa WrestleMania. La premiera Raw pe Netflix pe 6 ianuarie 2025, Cena a anunțat că va participa la meciul Royal Rumble de la evenimentul omonim din 1 februarie, unde a obținut trei eliminări, dar a fost în cele din urmă ultimul concurent eliminat de eventualul câștigător Jey Uso.
În conferința de presă de după Royal Rumble, Cena a anunțat că va participa la meciul Elimination Chamber de la Elimination Chamber: Toronto pe 1 martie. Cena a câștigat meciul eliminându-l pe CM Punk prin STF, egalând recordul lui Triple H pentru cele mai multe victorii Elimination Chamber, cu patru, și obținând un meci pentru WWE Undisputed Championship împotriva lui Rhodes la WrestleMania 41. După meci, Cena l-a bătut brutal pe Rhodes și s-a aliat cu The Rock și Travis Scott, devenind heel pentru prima dată din 2003. Cena a continuat să-i certe pe spectatori, susținând că l-au maltratat timp de peste 20 de ani, precum și pe Rhodes în săptămânile următoare la Raw, promițând în același timp să „ruine” wrestlingul pentru totdeauna luând WWE Undisputed Championship cu el la retragere. În Main event-ul Nopții 2 din WrestleMania 41, pe 20 aprilie, Cena l-a învins pe Rhodes cu ajutorul lui Scott pentru a câștiga WWE Undisputed Championship, al 17-lea campionat mondial al său, care a stabilit un record în WWE.

John Cena și Randy Orton la Backlash.

La Raw-ul de după WrestleMania 41, Cena a fost lovit cu un RKO de Randy Orton, reaprinzând vechea lor rivalitate și pregătind un meci pentru titlu între ei la Backlash, unde Cena l-a învins pe Orton și și-a păstrat titlul după interferența lui R-Truth, permițându-i să-l lovească pe Orton cu un lowblow și să-și apere centura. La conferința de presă de după spectacol, Cena l-a lovit pe R-Truth cu un Attitude Adjustment când acesta din urmă l-a întrerupt, pregătind un meci între cei doi la Saturday Night's Main Event XXXIX. Cena a câștigat meciul împotriva lui R-Truth cu un lowblow și ulterior a intervenit în meciul dintre Jey Uso și Logan Paul pentru World Heavyweight Championship, deși Uso a reușit să câștige cu o asistență din partea lui Rhodes, pregătind un meci pe echipe între Cena și Paul împotriva lui Uso și Rhodes la Money in the Bank, pe care Cena și Logan l-au pierdut după intervenția lui R-Truth. La Night of Champions, pe 28 iunie, Cena l-a învins pe CM Punk și și-a păstrat titlul după interferențele lui Seth Rollins, Bron Breakker și Bronson Reed.
În episodul din 1 august al SmackDown, Cena a revenit la statutul de face după ce fusese bătut cu două săptămâni înainte de câștigătorul turneului King of the Ring 2025, Cody Rhodes, care l-a obligat pe Cena să semneze contractul pentru un meci street fight pentru titlu la SummerSlam, după ce Cena încercase să se retragă din meci. În a doua noapte a evenimentului, pe 3 august, Cena a pierdut titlul în fața lui Rhodes și a fost ulterior confruntat și atacat de Brock Lesnar care se întoarce.

### Manevre de final și caracteristice
- - Leg Drop Flyer
  - On Face Crusher
  - Five Knuckle Shuffle
  - STF
  - Attitude Adjustement
  - Protobomb (spinning sideslam)
  - Suplex
  - Stunner
  - Dropkick

### Manageri
- - Kenny Bolin

### Porecle
- - The Doctor of Man Satisfaction
  - The Champ
  - Hustle Loyality Respect Man
  - Mr Franchise
  - The Chain Gang Soldier
  - Super Man
  - Super Hero

## Titluri și premii
- World Wrestling Enterteiment/WWE
  - WWE Championship/WWE World Heavyweight Championship (13 ori)
  - World Heavyweight Championship (3 ori)
  - WWE United States Championship (5 ori)
  - WWE World Tag Team Championship (2 ori) cu Shawn Michaels și Batista
  - WWE Tag Team Championship (2 ori) cu David Otunga și The Miz
  - Royal Rumble (2008)
  - Royal Rumble (2013)
  - Money in the Bank (2012)

- Pro Wrestling Illustrated
  - PWI Rivalitatea Anului (2006) vs Edge
  - PWI Rivalitatea Anului (2011) vs CM Punk
  - Lupta Anului (2007) vs Shawn Michaels la Raw-ul de pe 23 aprilie
  - PWI Lupta Anului (2011) vs CM Punk la Money in the Bank
  - PWI Cel mai Popular Luptător al Anului (2004,2005,2007)
  - PWI Wrestlerul Anului (2006,2007)

- Pro Wrestling Report
  - Meciul Anului (2006) vs Rob Van Dam la One Night Stand

## Mass-media

### Filme
Studiourile WWE, o divizie a WWE care produce și finanțează filme,a produs primul al lui John Cena - The Marine,
care a fost distribuit teatral de studioul 20th Century Fox în America pe 13 octombrie, 2006. În prima săptămână, filmul a făcut aproximativ 7 milioane de dolari în box-office-ul Statelor Unite. După zece săptămâni filmul a avut încasări în teatre de 18,7 milioane de dolari.După ce filmul a fost lansat pe DVD,acesta s-au descurcat mai bine, făcând 30 milioane dolari din închirieri în primele douăsprezece săptămâni.
Al doilea film,a fost produs tot de studiourile WWE, numindu-se 12 Runde. Filmările au început pe 25 februarie, 2008 în New Orleans; filmul a fost lansat pe 7 martie 2009.
Cena a jucat în al treilea film produs de studiourile WWE,intitulat Legendary,care a fost selectat în teatre pe 10 Septembrie 2010,pentru puțin timp,apoi a fost lansat pe DVD pe 28 Septembrie 2010.
În același an, Cena a jucat în filmul Fred: The Movie, un film bazat pe videoclipurile lui Lucas Cruikshank's de pe Youtube cu același nume, în cazul în care acesta joacă rolul tatălui lui Fred. Filmul a fost lansat pe canalul Nickelodeon în septembrie 2010.

### Filmografie

#### Film
| An   | Titlu                                                  | Rol                    | Note              |
| ---- | ------------------------------------------------------ | ---------------------- | ----------------- |
| 2000 | Ready to Rumble                                        | Antrenor de gimnastică | Extra; necreditat |
| 2006 | The Marine                                             | John Triton            |                   |
| 2009 | 12 Rounds                                              | Danny Fisher           |                   |
| 2010 | Legendary                                              | Mike Chetley           |                   |
| 2010 | Fred: The Movie                                        | Tatăl lui Fred         |                   |
| 2011 | Reuniunea                                              | Sam Cleary             |                   |
| 2011 | Fred 2: Night of the Living Fred                       | Tatăl lui Fred         |                   |
| 2012 | Fred 3: Camp Fred                                      | Tatăl lui Fred         |                   |
| 2014 | Scooby-Doo! și misterul de la campionatul WrestleMania | El însuși (voce)       | Direct-pe-DVD     |
| 2015 | The Flintstones & WWE: Stone Age SmackDown!            | John Cenastone (voce)  | Direct-pe-DVD     |
| 2015 | Trainwreck                                             | Steven                 |                   |
| 2015 | Sisters                                                | Pazuzu                 |                   |
| 2015 | Tata în război cu... tata                              | Roger                  | Cameo             |
| 2017 | Cu toții la surf 2: Nebunia valurilor                  | J.C. (voce)            | Direct-pe-DVD     |
| 2017 | Zidul                                                  | Sergent Shane Matthews |                   |
| 2017 | Tata în război cu... tata 2                            | Roger                  |                   |
| 2017 | Ferdinand                                              | Ferdinand (voce)       |                   |
| 2018 | Blockers                                               | Mitchell               |                   |
| 2018 | Bumblebee: Filmul                                      | Burns                  |                   |
| 2019 | The Voyage of Doctor Dolittle                          | Yoshi (voce)           |                   |

#### Televiziune
| An           | Titl                                     | Rol                                        | Note                                                                              |
| ------------ | ---------------------------------------- | ------------------------------------------ | --------------------------------------------------------------------------------- |
| 2009         | Saturday Night Live                      | Rolul său                                  | Tracy Morgan/Kelly Clarkson (sezonul 34: episodul 18)                             |
| 2010         | Psych                                    | Ewan O'Hara                                | "You Can't Handle This Episode" (sezonul 4: episodul 10)                          |
| 2010         | True Jackson, VP                         | Rolul său                                  | "Pajama Party" (sezon 2: episodul 12)                                             |
| 2010         | Hannah Montana                           | Rolul său                                  | "Love That Lets Go" (sezonul 4: episodul 9)                                       |
| 2010         | Generator Rex                            | Vânătorul Cain                             | Voce "Vânătorul" (season 1: episodul 13)                                          |
| 2012         | Fred: The Show                           | Tatăl lui Fred                             | Rol recurent                                                                      |
| 2015         | Parks and Recreation                     | Rolul său                                  | "The Johnny Karate Super Awesome Musical Explosion Show" (sezonul 7: episodul 10) |
| 2016         | American Grit                            | Gazdă/producător executiv                  |                                                                                   |
| 2016         | Premiile ESPY 2016                       | El însuși                                  | Prezentator                                                                       |
| 2016         | The Edge and Christian Show              | El însuși                                  | 2 episoade                                                                        |
| 2016-prezent | Total Bellas                             | Distribuția principală (sezonul 1-prezent) |                                                                                   |
| 2017         | Tour de Pharmacy                         | Gustav Ditters                             | Film TV                                                                           |
| 2017         | Psych: Filmul                            | Ewan O'Hara                                | Film TV                                                                           |
| 2018         | Rise of the Teenage Mutant Ninja Turtles | Baronul Draxum (voce)                      | Rol recurent                                                                      |

Non-acting appearances
| An           | Titlu                                                            | Note           |
| ------------ | ---------------------------------------------------------------- | -------------- |
| 2001         | Manhunt                                                          |                |
| 2007         | Fast Cars and Superstars: The Gillette Young Guns Celebrity Race |                |
| 2013–prezent | Total Divas                                                      | Recurring Role |